# Anshel Brusilow
Anshel Brusilow   (Filadèlfia, 14 d'agost de 1928 - 15 de gener de 2018) va ser un nord-americà, violinista, director d'orquestra i professor de música a nivell universitari.

## Adolescència i educació
Brusilow va néixer a Filadèlfia, Pennsilvània, el 1928, fill d'immigrants jueus ucraïnesos Leon i Dora Brusilow. Va començar els seus estudis de violí als cinc anys amb William Frederick Happich (1884–1959) i posteriorment va estudiar amb Jani Szanto (1887–1977). Brusilow va ingressar a l'Institut Curtis de Música quan tenia onze anys i hi va estudiar amb Efrem Zimbalist. Durant la major part de la seva infància i adolescència, va ser conegut com a "Albert Brusilow". Més tard, a instàncies de la seva xicota (que després seria la seva dona), va tornar a utilitzar el seu nom de naixement, Anshel.
Brusilow va assistir a l'Acadèmia Musical de Filadèlfia i als setze va ser l'estudiant de direcció més jove mai acceptat per Pierre Monteux. Guanyador del quart premi del concurs de violí Jacques Thibaud-Marguerite Long el 1949, va actuar com a solista amb nombroses orquestres importants als Estats Units.

## Carrera
Violinista
Del 1954 al 55, Brusilow va ser concertista i director assistent de la Simfonica de Nova Orleans dirigida per Alexander Hilsberg (1897–1961). De 1955 a 1959, va ser concert concertista associat de lOrquestra de Cleveland sota la direcció de George Szell. I del 1959 al 1966, va ser mestre de concert de lOrquestra de Filadèlfia amb Eugene Ormandy.
Enregistraments de renom que ofereix Brusilow amb l'Orquestra de Filadèlfia inclouen Les quatre estacions d'Antonio Vivaldi, de Rimski-Kórsakov, Schéhérazade, i de Strauss Ein Heldenleben Una vida d'heroi.
Mentre treballava com a concertista de l'Orquestra de Filadèlfia, Brusilow va fundar el 1961 i, des de 1961 fins al 65, va dirigir lOrquestra de Cambra de Filadèlfia, una organització composta per músics de l'Orquestra de Filadèlfia. Però el desembre de 1964, Brusilow va anunciar la seva renúncia com a concertista, a partir del juny de 1966, per una disputa amb l'Associació d'Orquestres que prohibia als Intèrprets formar grups musicals independents.
El director d'orquestra
Brusilow, el 1965, va fundar, i entre 1965 i 68, va dirigir i dirigir la Chamber Symphony of Philadelphia, que va realitzar dues temporades i mitja de 34 setmanes i va gravar sis discos a RCA Victor. El 1968, la Cambra Simfònica de Filadèlfia es va reduir sota la pressió financera, atribuïda principalment a la manca de suport filantròpic per a una segona orquestra a Filadèlfia.
El 1970, Brusilow va ser nomenat director executiu i director de lOrquestra Simfònica de Dallas. Va dirigir les primeres gires de l'orquestra per Amèrica Central i del Sud i va iniciar la sèrie de música pops que l'orquestra encara realitza fins avui. L'enregistrament més notable d'aquest període va ser "Dallasound", un àlbum de música pop amb diversos arranjaments de Bill Holcombe. El 1973, després d'una exitosa gira per Amèrica Central i del Sud, Brusolow va ser acomiadat sumàriament després de la censura de la junta directiva de la Simfònica quan es va fer públic que els compositors pagaven per fer representar les seves obres.
Va ser el director musical de l'Orquestra Simfònica de Richardson a Richardson, Texas, des del 1992 fins a la seva retirada d'aquest càrrec el 2012.
Professor musical en educació superior
Brusilow va ser director d'estudis orquestrals a la "North State State University" (més tard coneguda com la "University of North Texas") del 1973 al 1982, i de nou al nord de Texas del 1989 al 2008. Entre 1982 i 1989 va ocupar un càrrec similar a la "Southern Methodist University de Dallas".
Brusilow es va retirar de la seva càtedra al nord de Texas el 2008. Poc abans de la seva jubilació va dirigir el seu darrer concert amb la Orquestra Simfònica de la Universitat del Nord de Texas el dimecres, 23 d'abril de 2008, al "Winspear Performance Hall del Murchison Performing Arts Center" de Denton. En honor seu es va establir una dotació de 1.000.000 de dòlars, que inclou la creació d'un lloc de professorat, la càtedra Anshel Brusilow en estudis orquestrals.

## Diplomes, premis i afiliacions professionals
- 1947:	Diploma d'artista, Philadelphia Musical Academy
- 1968:	MusD, Universitat del Capitoli (nd) National Patron, Delta Omicron, una fraternitat internacional de música professional[25]
- 2015: Forward Indies (Llibre de l'any IndieFab), guanyador d'or per a arts escèniques i música, patrocinat per Foreword Reviews, Inc., per a les memòries de Brusilow, Shoot the Conductor: Too Close to Monteux, Szell i Ormandy, coescrit amb Robin Underdahl, publicat el 15 de juliol de 2015 (tapa dura) i el 15 d'agost de 2016 (rústica)[13][26]

## Violí i arcs de Brusilow
Poc després de convertir-se en concertista de lOrquestra de Filadèlfia, Brusilow va comprar un violí Guarneri del Gesu de 1743, que avui es coneix com "El Brusilow". Segons els informes, el violí va ser propietat del violinista francès Jacques Pierre Rode (1774-1830), que havia estat violinista de la cort de Napoleó. La procedència també inclou "WE Hill & Sons"; Arthur Beare (fins al 1929); Alfred Oppenheim Corbin (1874-1941), banquer d'inversions d'origen holandès i llavors novaiorquès de Londres, violinista aficionat i col·leccionista seriós de violins (1929 a 1931); Leo Reisman, que el va comprar Emil Herrmann (del 1931); Theodore Pitcairn, un filantrop que el va comprar a través de Rembert Wurlitzer (cap al 1953); Brusilow (1959 a 1966), després al seu anterior propietari (nom desconegut). Brusilow va adquirir el violí, mitjançant un acord, de Pitcairn, qui, amb Brusilow al seu costat a William "Moennig & Son" a Filadèlfia, va escriure un xec per 28.000 dòlars. Moennig, segons Brusilow, "va llançar un arc Tourte de franc", que Brusilow encara posseïa a finals dels anys vuitanta. Brusilow va escriure al seu llibre del 2015, Shoot The Conductor: Too Close to Monteux, Szell i Ormandy, que també posseïa un John Doddi va preferir-lo per sobre del Tourte.

## Família
Pares Brusilow, Leon Brusilow (nascut Leiser Brusilovsky; nascut el 1897 Kremenchuk; naturalitzat el 1927; mort el 1968) i Dora Brusilow (nascuda Epstein; nascuda el 1902 Novorossiya; naturalitzada el 1928; mort el 1977), casada el 12 de març del 1919. Van emigrar als Estats Units i van arribar amb el germà d'Anshel, Nathan Brusilow (nascut Nachman Brusilow; 1920-2004), al port de Nova York el 22 de juliol de 1922, a bord de les "SS Zeeland".
Brusilow es va casar amb Marilyn Rae Dow el 23 de desembre de 1951 a San Francisco. Van tenir tres fills.